# TV JOJ
A TV JOJ egy szlovák kereskedelmi televízióadó, melyet a J&T Media Enterprises üzemeltet. 2002. márciusa óta sugároz, testvéradói a 2008. októbere óta elérhető JOJ Plus, a 2013. áprilisában indult, elsősorban a fiatal nőket megcélzó TV WAU, a 2020. januárjában indult Jojko nevű gyerekcsatorna, a 2021. októberében indult JOJ Šport és a 2022 . októberében indult JOJ 24 nevű hírcsatorna.

## Történet
2002. március 2-án a TV Globa utódjaként kezdett el sugározni, 20.00 órai kezdettel a Noviny műsort. A kezdet nagyon nehéz volt, mert a konkurens csatorna (TV Markíza) igyekezett megakadályozni a JOJ születését. A TV JOJ megalakulásával véget ért a monopolhelyzet a szlovák TV-piacon, ez legfőképpen a TV Markíza-át érintette. A TV JOJ prezentációs kampánya is ezzel foglalkozott, szlogenje: „Nuda na Slovensku skončila” (Szlovákiában véget ért az unalom). A TV JOJ-nak és a TA3-nak köszönhető, hogy 2003-ban üzembe helyezték az ún. People metrové meranie sledovanostit, azaz a People Meter nézettségvizsgáló rendszert. 2005-ig a TV JOJ testvér televíziója a cseh TV NOVA-volt, 2005 után a szintén cseh TV Prima és a magyar RTL Klub lett.

## Műsorok
A TV JOJ sok újdonságot hozott a szlovák TV piacra.
Hír/Magazin műsorok:
- Noviny – Fő híradó 19:30-tól
- Najlepšie počasie – Időjárás-jelentés
- Šport – Sporthírek a híradó után
- Ranné Noviny – Reggeli hírek
- Krimi noviny – Hírműsor főműsoridőben
- Promi noviny – Sztárhírek minden hétköznap délután

Szórakoztató műsorok:
- Inkognito – 4 színész találgatja az emberek foglalkozását, műsorvezető Vlado Voštinár, csütörtök este 20:00-kor.
- Mafstory – a szlovák maffiát parodizáló műsor, kedd este 22:05-kor.
- Bez obáv, prosím! – Jan Kraus a legismertebb cseh műsorvezető talkshow-ja, vasárnap este 21:00-kor.
- Nikdy nehovor nikdy – rejtett kamera Jožo Pročko-val, hétfő este 20:00-kor.
- Varí vám to – mindennapos főzőcske Andrej Bičan-nal 9:05-kor (hétfőtől – péntekig)
- Veľký hráč – szlovák változata Poker Face-nek, műsorvezető Peter Kočiš, kedd este 20:00-kor.
- Otec v akcii – az a műsor ahol az apukáknak néhány napig gondoskodniuk kell a háztartásról és a gyerekeikről, vasárnap délután 17:45-kor
- Črepiny okolo sveta za 80 dní – Rasťo Ekkert utazása 80 nap alatt a Föld körül.
- Hviezdy na ľade – 14 szlovák sztár pár jégtánc versenye (2006).
- Rozmrazení
- Hľadá sa supermodelka – fashion-reality show 14 szlovák lány verseng, hogy ki lesz a szupermodell, műsorvezető Michal Hudák, péntek 20:00-kor.
- Celebrity CAMP – túlélő show, 26 szlovák sztárnak muszáj túlélnie egy lakatlan szigeten a Fülöp-szigeteken, szerda és szombat este 20:00-kor.

Hazai sorozatok:
- Panelák - Rák Vikivel a főszerepben.

Reality Show:
- VyVolení 1 – A ValóVilág szlovák verziója
- VyVolení 2 – A VyVoení második szériája.

Vetélkedők:
- Páli vám to? – vetélkedő Peter Kočiš-sal, hétfőtől péntekig 18:00-kor.
- Riskuj! – nagy sikerű vetélkedő Štefan Bučko-val, hétfőtől péntekig 17:15-kor

Politikai műsorok:
- De Facto – Daniel Krajcer nagy sikerű politikai talk show-ja
- Politika.sk – vasárnap délelőtti politikai műsor Silvia Kušnírová-val 11:30-kor.

Talkshows:
- SOŇA TALKSHOW – Soňa Müllerová talk show-ja.
- Skutočné pribehy – Igaz történetek a TV JOJ új talk show-ja.

Egyebek:
- Autoblik – a TV JOJ autós magazinja.
- Sexi telá – tv aerobik.
- T-music – a TV JOJ zenei műsora szombat délelőtt 10:00-kor.

## Műsorvezetők
A TV JOJ műsorvezetői:
- Barmošová Lucia műsor: Noviny
- Bičan Andrej műsor: Varí vám to, Nakupuje vám to
- Bruteničová Monika műsor: Ranné noviny
- Bučko Štefan műsor: Riskuj!
- Dianová Dagmar alias Didiana műsor: Mojito
- Doval Igor műsor: Črepiny
- Gallová Hana műsor: Črepiny PLUS
- Guzová Klaudia műsor: Počasie
- Hajdin Juraj műsor: Počasie
- Haydu Karin műsor: Mojito
- Hollý Peter műsor: Šport
- Hriadelová Lenka műsor: Šport
- Hudák Michal műsor: Hľadá sa Supermodelka
- Kmotríková Adriana műsor: Noviny
- Kočiš Peter műsor: Páli vám to?, Veľký hráč
- Krajcer Daniel műsor: De Facto
- Kraus Jan műsor: Bez obáv, prosím!
- Kroner Ján műsor: Celebrity camp
- Kušnírová Silvia műsor: Politika.sk
- Lancoš Marek műsor: Ranné noviny
- Majerníková Michaelak műsor: Skutočné príbehy, Hviezdy na ľade
- Müllerová Soňa műsor: Soňa talkshow, Skutočné príbehy
- Ondruš Braňo műsor: Noviny
- Polnišová Petra műsor: Celebrity camp
- Pospíšilová Adriana műsor: Počasie
- Pročko Jozef műsor: Nikdy nehovor nikdy
- Ružička Marek műsor: Skutočné príbehy
- Sabo Michal műsor: T-music
- Cifra Matej alias Sajfa műsor: Hviezdy na ľade
- Sarnovský Ľuboš műsor: Noviny
- Šišková Ivana műsor: Ranné noviny
- Voštinár Vladimír műsor: Inkognito
- Wallachová Natália műsor: Ranné noviny
- Wirthová Lucia műsor: Počasie
- Žitniaková Katarína műsor: Skutočné príbehy

## Elérhetőség
Televízia JOJ; P.O. Box 33; 830 07; Pozsony
- Tel: 02/59888111 vagy 02/59888444
- Fax: 02/59888112
- E-mail: joj@joj.sk vagy noviny@joj.sk